# Пушкино (Алтайский край)
Пу́шкино — посёлок в Рубцовском районе Алтайского края. Входит в состав Рубцовского сельсовета.

## Население
| 1997 | 1998 | 1999 | 2000 | 2001 | 2002 | 2003 | 2004 | 2005 | 2006 |
| ---- | ---- | ---- | ---- | ---- | ---- | ---- | ---- | ---- | ---- |
| 335  | ↗339 | ↘325 | ↗338 | ↘337 | ↗344 | →344 | ↗351 | ↗354 | ↗371 |
| 2007 | 2008 | 2009 | 2010 | 2011 | 2012 | 2013 |      |      |      |
| ↘366 | ↗368 | ↗370 | ↘348 | →348 | ↘347 | ↘343 |      |      |      |

## Улицы
- ул. Новая,
- ул. Полевая,
- ул. Центральная.